# Wiktor Bukraba
Wiktor Bukraba (ur. 1879, zm. 1957) – polski handlowiec, związkowiec, działacz społeczny i polityczny, poseł na Sejm Litwy Środkowej.  

## Życiorys
W 1922 został wybrany posłem na Sejm Litwy Środkowej z listy Polskiego Centralnego Komitetu Wyborczego w okręgu nr IX (Wilno miasto). W Sejmie był członkiem klubu Zespołu Stronnictw i Ugrupowań Narodowych.  
W 1924 zaangażował się w zbiórkę pieniędzy na rzecz Polskiej Macierzy Szkolnej Ziem Wschodnich. Był działaczem Chrześcijańsko-Narodowego Stronnictwa Pracy na terenie województwa wileńskiego. Należał do zarządu Centrali Chrześcijańskich Związków Zawodowych. Był członkiem zarządu Związku Spółdzielczych Stowarzyszeń Spożywców w Wilnie. Działał w Związku Pracowników Samorządowych w Wilnie. Był członkiem sądu koleżeńskiego tej organizacji oraz sekcji aprowizacyjnej. Podczas wyborów parlamentarnych w 1935 wszedł w skład zgromadzenia wyborczego w Wilnie w okręgu nr 46, będąc nominowanym przez grupę 500 wyborców.   
Po wojnie mieszkał w Sopocie. Zmarł w 1957. Został pochowany na cmentarzu katolickim w Sopocie (kwatera C4-10-18).  

## Rodzina
Ożenił się z Anną z Mierzejewskich. Jego synem był porucznik artylerii Władysław Bukraba (1907-1940), który został zamordowany w zbrodni katyńskiej. Jego wnuczką jest Bożena Walter, natomiast prawnukami Piotr Walter i Sandra Nowak.  